# Johann Heinrich Achterfeld
Johann Heinrich Achterfeld (1. června 1788 Wesel - 11. května 1877 Bonn) byl německý katolický teolog, profesor a vydavatel.

## Životopis
Studoval jako žák Georga Hermese v Kolíně nad Rýnem a Münsteru teologii a od roku 1813 působil jako kněz v Weselu a Xantenu. Roku 1817 se stal profesorem teologie v Braunsbergu a v roce 1826 profesorem morální teologie a homiletiky na univerzitě v Bonnu. Od roku 1827 stál v čele místního teologického konviktu.
Roku 1832 založil spolu s Johannem Braunem Zeitschrift für Philosophie und katholische Theologie a publikoval 1834-1836 přednášky Georga Hermese (Christkatholische Dogmatik). Papež Řehoř XVI. zakázal hermesianismus roku 1835 a Achterfeld byl odvolán z vedení internátní školy a nesměl přednášet. Byl rehabilitován až v roce 1862 vládou a roku 1873 církví.

## Dílo
- Acta ad librūm [J. H.] Achterfeldtii nūnc Professoris Bonnenois Coloniae : F. C. Eisen, 1839